# Solre-le-Chateau Communal Cemetery
Solre-le-Chateau Communal Cemetery is een Britse militaire begraafplaats gelegen in de Franse plaats Solre-le-Château (Noorderdepartement). De begraafplaats wordt onderhouden door de Commonwealth War Graves Commission.
De begraafplaats telt drie geïdentificeerde Gemenebestgraven uit de Eerste Wereldoorlog.